# Hetyefő
Hetyefő is een plaats (község) en gemeente in het Hongaarse comitaat Veszprém. Hetyefő telt 99 inwoners (2001).